# Gran Premio motociclistico di Svizzera 1950
Il Gran Premio motociclistico di Svizzera 1950 fu il quarto appuntamento del motomondiale 1950.
Si svolse il 23 luglio 1950 a Ginevra (sul Circuito delle Nazioni, che aveva ospitato il GP di Svizzera nel 1946 e nel 1948, anziché al Bremgarten, come l'edizione precedente), alla presenza di 42.000 spettatori, e vide la vittoria di Leslie Graham su AJS in 350 e 500, di Dario Ambrosini nella Classe 250, e di Eric Oliver (in coppia con Lorenzo Dobelli) nei sidecar. Il programma comprendeva anche una gara valida per il campionato svizzero della 500, vinta da Florian Camathias.

## Classe 500
27 piloti alla partenza, 18 al traguardo.

### Arrivati al traguardo
| Pos. | Pilota          | Moto   | Tempo      | Punti |
| ---- | --------------- | ------ | ---------- | ----- |
| 1    | Leslie Graham   | AJS    | 1h 36' 57" | 8     |
| 2    | Umberto Masetti | Gilera | +1' 14"    | 6     |
| 3    | Carlo Bandirola | Gilera | +1' 15" 2  | 4     |
| 4    | Geoff Duke      | Norton | +1' 44"    | 3     |
| 5    | Harold Daniell  | Norton | +1 giro    | 2     |
| 6    | Johnny Lockett  | Norton | +1 giro    | 1     |
| 7    | Georges Cordey  | Norton | +1 giro    |       |
| 8    | Reg Armstrong   | Norton | +2 giri    |       |

### Ritirati
| Pilota         | Moto   | Motivo ritiro |
| -------------- | ------ | ------------- |
| Edward Frend   | AJS    | incidente     |
| Harry Hinton   | Norton | incidente     |
| Alfredo Milani | Gilera | motore        |

## Classe 350
32 piloti alla partenza, 21 al traguardo.

### Arrivati al traguardo
| Pos. | Pilota         | Moto      | Tempo      | Punti |
| ---- | -------------- | --------- | ---------- | ----- |
| 1    | Leslie Graham  | AJS       | 1h 11' 25" | 8     |
| 2    | Bob Foster     | Velocette | +0' 18"    | 6     |
| 3    | Geoff Duke     | Norton    | +0' 47"    | 4     |
| 4    | Reg Armstrong  | Velocette | +1' 04"    | 3     |
| 5    | Edward Frend   | AJS       | +1' 12"    | 2     |
| 6    | Dickie Dale    | AJS       | +1' 12"    | 1     |
| 7    | Harry Hinton   | Norton    | +1' 46"    |       |
| 8    | Bill Lomas     | Velocette | +1' 48"    |       |
| 9    | Harold Daniell | Norton    |            |       |

### Ritirati
| Pilota      | Moto      | Motivo ritiro |
| ----------- | --------- | ------------- |
| Eric Oliver | Velocette | abbandono     |

## Classe 250
15 piloti alla partenza, 9 al traguardo

### Arrivati al traguardo
| Pos. | Pilota             | Moto       | Tempo        | Punti |
| ---- | ------------------ | ---------- | ------------ | ----- |
| 1    | Dario Ambrosini    | Benelli    | 1h 01' 48" 2 | 8     |
| 2    | Bruno Ruffo        | Moto Guzzi | +0' 47" 4    | 6     |
| 3    | Dickie Dale        | Benelli    | +0' 57" 8    | 4     |
| 4    | Benoît Musy        | Moto Guzzi | +2' 42" 8    | 3     |
| 5    | Carlo Bellotti     | Moto Guzzi | + 1 giro     | 2     |
| 6    | Onorato Francone   | Moto Guzzi | + 1 giro     | 1     |
| 7    | Roberto Colombo    | Moto Guzzi |              |       |
| 8    | Elio Scopigno      | Moto Guzzi |              |       |
| 9    | Claudio Mastellari | Moto Guzzi |              |       |

## Classe sidecar
17 equipaggi alla partenza, 11 al traguardo.

### Arrivati al traguardo
| Pos | Pilota           | Passeggero          | Moto   | Tempo        | Punti |
| --- | ---------------- | ------------------- | ------ | ------------ | ----- |
| 1   | Eric Oliver      | Lorenzo Dobelli     | Norton | 0h 52' 59" 8 | 8     |
| 2   | Ercole Frigerio  | Ezio Ricotti        | Gilera | +0' 40"      | 6     |
| 3   | Ferdinand Aubert | René Aubert         | Norton | +2' 34" 8    | 4     |
| 4   | Henry Meuwly     | Pierre Devaud       | Gilera | +1 giro      | 3     |
| 5   | Willy Wirth      | Fred Schürtenberger | Gilera |              | 2     |
| 6   | Marcel Masuy     | Denis Jenkinson     | BMW    |              | 1     |

### Ritirati
| Pilota         | Passeggero | Moto   | Motivo ritiro |
| -------------- | ---------- | ------ | ------------- |
| Luigi Marcelli | n.d.       | n.d.   |               |
| Giuseppe Carrù | n.d.       | n.d.   |               |
| Ernesto Merlo  | Dino Magri | Gilera |               |
| Alfredo Milani | n.d.       | Gilera |               |
| Jakob Keller   | n.d.       | Gilera |               |

## Fonti e bibliografia
- Corriere dello Sport, 24 luglio 1950, pag.2.
- (FR) H.V., Devant une foule énorme, le Grand Prix suisse des motos a enregistré de remarquables performances, in Journal de Genève, 24 luglio 1950,  p. 4. URL consultato il 18 gennaio 2022.
- Werner Haefliger, Motogp Results, 1949-2010 Guide, 2011.